# Donostialdea

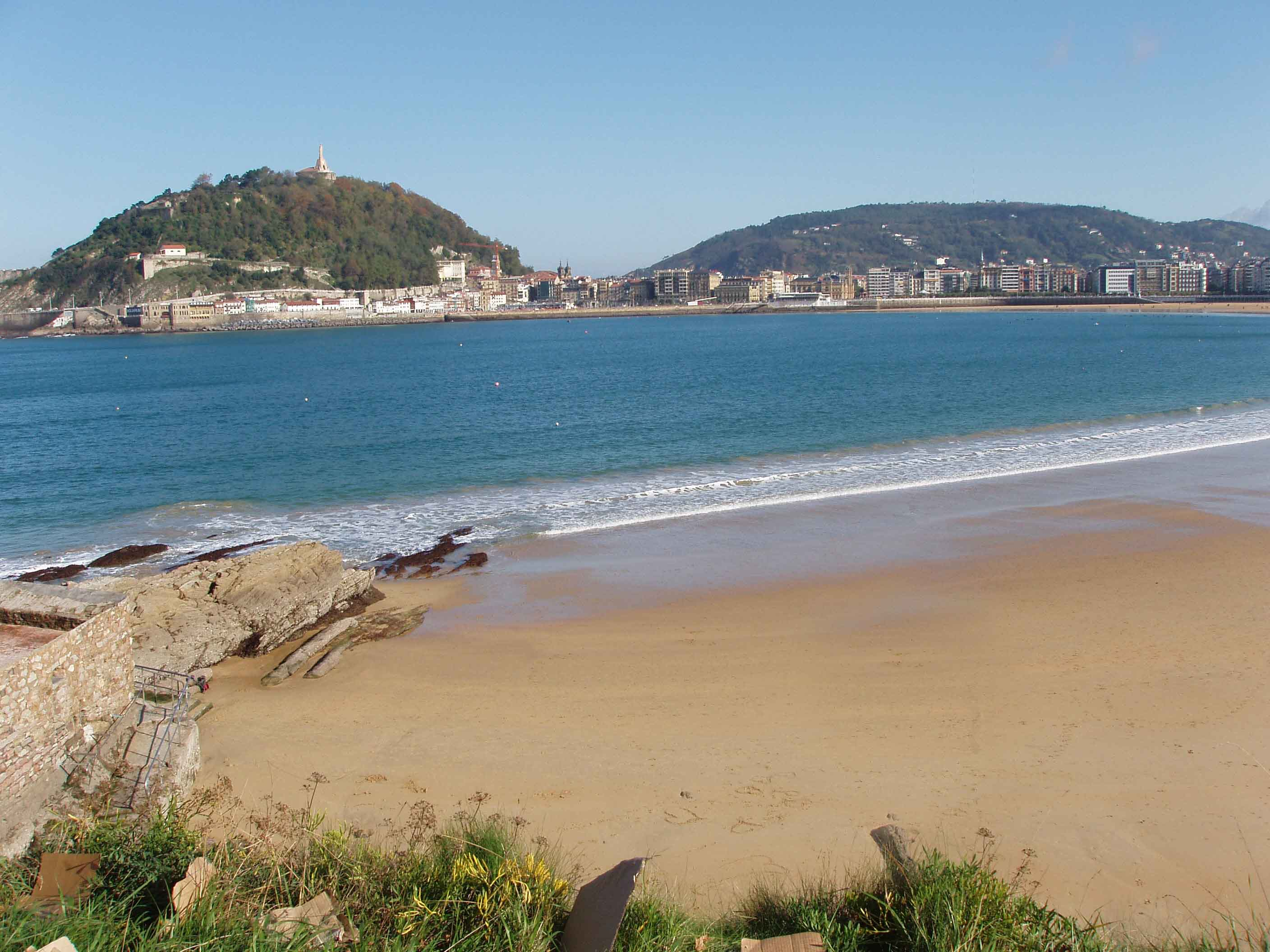
Vue de la baie de La Concha à Saint-Sébastien

Donostialdea officiellement en basque, ou Comarca de San Sebastián en espagnol, est une comarque dans la province du Guipuscoa, dans la Communauté autonome basque en Espagne.

## Géographie
La Comarque de Saint-Sébastien comprend les populations qui par leur alentours sont le plus étroitement liées à la ville de Saint-Sébastien (nommée officiellement Donostia-San Sebastián), principale ville et capitale de la province du Guipuscoa. Elle forme, dans la pratique, une agglomération urbaine de 322 148 habitants (2008).
Sa superficie est de 306 km2. Elle est située dans la partie nord-est de la province et occupe la partie basse des bassins des fleuves Urumea, Oiartzun et Oria, sans l'embouchure de cette dernière. Elle est limitée à l'est avec la comarque de Basse Bidassoa, au sud-est avec la Navarre (comarque de Bortziriak et la Vallée de l'Urumea), au sud par celle de Tolosaldea et à l'ouest avec la comarque d'Urola Kosta. Au nord, elle est bordée par le golfe de Gascogne.

## Communes
Elle est composée des 11 communes suivantes : Andoain, Astigarraga, Hernani, Lasarte-Oria, Lezo, Oiartzun, Pasaia, Errenteria, Saint-Sébastien, Urnieta et Usurbil.

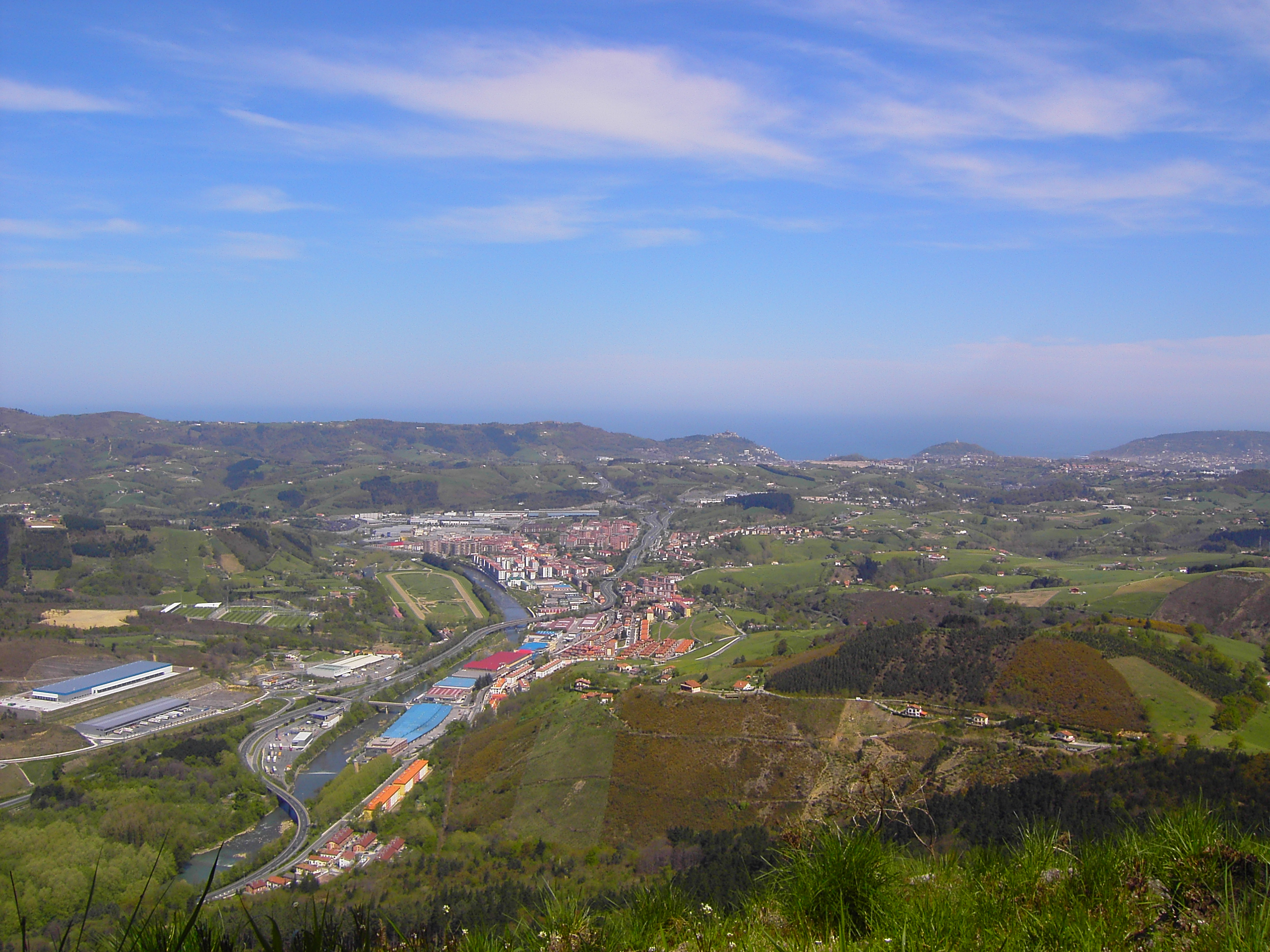
Vue de Lasarte-Oria depuis la montagne. Au centre la ville de Lasarte-Oria, le río Oria. À gauche (incluant l'hippodrome) appartenant au quartier de Zubieta de Saint-Sébastien. Au premier plan à gauche le quartier d'Oria.

| #  | Municipalité    | Maire                        | Parti Politique | Population (2010) | % Population | Territoire km² |
| -- | --------------- | ---------------------------- | --------------- | ----------------- | ------------ | -------------- |
| 1  | Saint-Sébastien | Juan Carlos Izagirre         | Bildu           | 185.510           | 57,0         | 60,89          |
| 2  | Errenteria      | Julen Mendoza Pérez          | Bildu           | 39.010            | 12,0         | 32,26          |
| 3  | Hernani         | Luis Intxauspe Arozena       | Bildu           | 19.317            | 5,9          | 39,82          |
| 4  | Lasarte-Oria    | Pablo Barrio Ramírez         | Bildu           | 17.863            | 5,5          | 6,01           |
| 5  | Pasaia          | Amaya Aguirregabiria Alberdi | Bildu           | 15.988            | 4,9          | 11,34          |
| 6  | Andoain         | Ana Maria Karrere Zabala     | Bildu           | 14.670            | 4,5          | 27,17          |
| 7  | Oiartzun        | Aiora Pérez de San Román     | Bildu           | 9.957             | 3,1          | 59,71          |
| 8  | Urnieta         | Mikel Pagola Tolosa          | EAJ/PNV         | 6.166             | 1,9          | 22,4           |
| 9  | Lezo            | Ainhoa Zabalo Loyarte        | Bildu           | 6.034             | 1,9          | 8,59           |
| 10 | Usurbil         | Mertxe Aizpurua Olano        | Bildu           | 6.006             | 1,8          | 25,64          |
| 11 | Astigarraga     | Andoni Gartzia Arruabarrena  | Bildu           | 4.714             | 1,4          | 11,89          |
|    | Donostialdea    |                              |                 | 325.235           | 100          | 305,72         |

### Sous comarques
Elle comprend trois sous comarques :
- Oarsoaldea : elle comprend la partie la plus orientale de la comarque, avec les communes situées dans la vallée de la rivière Oiartzun et dans les environs de la Baie de Pasaia: Lezo, Oiartzun, Passaia et Errenteria. Tire son nom d'Oarso, l'ancien nom tant de la vallée que de la Baie de Pasaia.
- Buruntzaldea : elle comprend la partie la plus occidentale de la comarque, avec les communes situées dans les vallées des rivières Oria et Urumea: Andoain, Astigarraga, Hernani, Lasarte-Oria, Urnieta et Usurbil. Il tire son nom du mont Buruntza, situé entre les deux vallées et presque équidistant entre les trois principales localités : Andoain, Hernani et Lasarte-Oria.

- La ville de Saint-Sébastien elle-même.